# Jardim Oceânico (stacja metra)
Jardim Oceânico – stacja końcowa metra w Rio de Janeiro, na linii 4. Została otwarta 30 lipca 2016. Położona jest pod aleją Armando Lombardi, na początku dzielnicy Barra da Tijuca, w dzielnicy o tej samej nazwie, w zachodniej części miasta. Powstała w ramach przygotowań do Letnich Igrzysk Olimpijskich w 2016. Na tej stacji istnieje możliwość przesiadki do systemu BRT TransOeste.